# Municipio de Byram
El municipio de Byram (en inglés: Byram Township) es un municipio ubicado en el condado de Sussex en el estado estadounidense de Nueva Jersey. En el año 2007 tenía una población de 8,506 habitantes y una densidad poblacional de 151 personas por km².

## Geografía
El municipio de Byram se encuentra ubicado en las coordenadas 40°57′41″N 74°43′21″O / 40.96139, -74.72250.

## Demografía
Según la Oficina del Censo en 2000 los ingresos medios por hogar en el municipio eran de $81,532 y los ingresos medios por familia eran $89,500. Los hombres tenían unos ingresos medios de $59,722 frente a los $40,396 para las mujeres. La renta per cápita para la localidad era de $30,710. Alrededor del 1.7% de la población estaba por debajo del umbral de pobreza.